# 大叶女蒿
大叶女蒿（学名：Hippolytia yunnanensis）为菊科女蒿属下的一个种，是中国的特有植物。分布在中国大陆的云南等地，生长于海拔3400米至4000米的地区，常生长在高山草甸，目前尚未由人工引种栽培。
其种加词 yunnanensis 意为“云南的”。